# Juegos Parapanamericanos de 2003
Los Juegos Parapanamericanos de 2003 oficialmente conocidos como los II Juegos Parapanamericanos, fueron un evento multideportivo internacional para atletas con discapacidad, celebrado en la tradición de los Juegos Parapanamericanos gobernados por el Comité Paralímpico de las Américas en Mar del Plata, Argentina. Participaron más de 1.500 atletas de 28 países distintos.
Los juegos sirvieron como clasificatorios para los Juegos Paralímpicos de Atenas 2004. Por segunda vez, los Juegos Parapanamericanos se realizaron en el mismo año, pero en un lugar diferente al de los Juegos Panamericanos. Inicialmente se suponía que los juegos se llevarían a cabo en República Dominicana, pero no pudieron recibirlos. Este fue el último año que los dos eventos se llevarían a cabo en diferentes ciudades, ya que los Juegos Parapanamericanos de 2007 y los Juegos Panamericanos 2007 se llevaron a cabo ambos en Río de Janeiro.

## Deportes
Hubo 9 deportes en esta edición.
- Atletismo
- Baloncesto en silla de ruedas
- Boccia
- Cliclismo

- Equitación
- Esgrima en silla de ruedas
- Natación
- Para tenis de mesa (detalles)
- Tenis en silla de ruedas (detalle)

## Organización

### Sedes
| Sede                                 | Deportes                   |
| ------------------------------------ | -------------------------- |
| Estadio Atlético Panamericano        | Atletismo                  |
| Complejo Chapadmalal                 | Boccia                     |
| Club Hípico / Ecuestre Mar del Plata | Hípica                     |
| CEF 1 - Hotel Provincial             | Esgrima en silla de ruedas |
| Natatorio Panamericano               | Natación                   |
| Club Náutico Mar del Plata           | Tenis en silla de ruedas   |
| OAM y Colegio Einstein               | Voleibol sentado           |

## Medallero
País organizador
| Núm.           | País                 | Oro | Plata | Bronce | Total |
| -------------- | -------------------- | --- | ----- | ------ | ----- |
| 1              | México (MEX)         | 101 | 74    | 45     | 220   |
| 2              | Brasil (BRA)         | 81  | 53    | 31     | 165   |
| 3              | Argentina (ARG)      | 49  | 48    | 41     | 138   |
| 4              | Venezuela (VEN)      | 30  | 20    | 22     | 72    |
| 5              | Canadá (CAN)         | 13  | 7     | 3      | 23    |
| 6              | Estados Unidos (USA) | 10  | 8     | 6      | 24    |
| 7              | Colombia (COL)       | 5   | 6     | 9      | 20    |
| 8              | Uruguay (URU)        | 4   | 3     | 2      | 9     |
| 9              | Costa Rica (CRC)     | 4   | 1     | 2      | 7     |
| 10             | Perú (PER)           | 2   | 2     | 2      | 6     |
| 11             | Cuba (CUB)           | 2   | 0     | 1      | 3     |
| 12             | Chile (CHI)          | 1   | 5     | 6      | 12    |
| 13             | Ecuador (ECU)        | 1   | 1     | 1      | 3     |
| 14             | Bolivia (BOL)        | 0   | 1     | 1      | 2     |
| Total absoluto | Total absoluto       | 303 | 229   | 172    | 704   |